# Manuganahalli, Hunsur
Manuganahalli là một làng thuộc tehsil Hunsur, huyện Mysore, bang Karnataka, Ấn Độ.